# Københavns Sherlock Holmes
Københavns Sherlock Holmes er en dansk stumfilm fra 1925 med instruktion og manuskript af Aage Falck-Rasmussen.

## Handling
Denne artikel mangler et handlingsreferat. Hjælp os med at skrive det.

## Medvirkende
- Karen Winther - Karen Wang
- Philip Bech - Vekselerer Wang
- Gorm Schmidt - Kai Ørn, arkitekt
- Svend Melsing - Viggo Eibye
- Jørgen Falck-Rasmussen - Ivan Wang
- Sigurd Langberg - Engberg, politimand
- Holger Pedersen - Tobias, professor i botanik
- Carl Petersen